# Guangnan
Guangnan, tidigare romaniserat Kwangnan, är ett härad i Wenshan, en autonom prefektur för hanifolket och yifolket i Yunnan-provinsen i sydvästra Kina. Det ligger omkring 270 kilometer sydost om provinshuvudstaden Kunming.